# Sorcières de Pendle
Vous lisez un « bon article » labellisé en 2010.

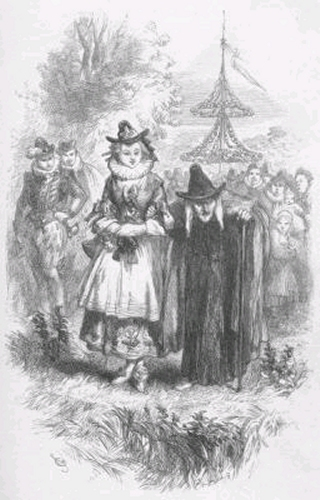
Deux des sorcières accusées, Anne Whittle (Chattox) et sa fille Anne Redferne. Illustration venant du roman The Lancashire Witches, de William Harrison Ainsworth paru en 1849.

Les procès des sorcières de Pendle en 1612 font partie des procès de sorcières les plus célèbres de l'histoire anglaise, et sont parmi les mieux documentés du XVIIe siècle. Les douze accusées vivaient dans la région de Pendle Hill, dans le comté du Lancashire, et furent accusées du meurtre de dix personnes par acte de sorcellerie. Toutes, sauf deux, ont été jugées aux assizes de Lancaster les 18 et 19 août 1612, en même temps que les sorcières de Samlesbury et d'autres, lors d'une série de procès qui devint célèbre sous le nom de « Procès des sorcières du Lancastre ». L'une d'entre elles fut jugée aux assises de York le 27 juillet 1612, et la dernière mourut en prison. Des onze personnes envoyées en justice — neuf femmes et deux hommes —, dix furent jugées coupables et exécutées par pendaison. Seule une personne fut considérée non coupable.
Ces procès étaient inhabituels pour l'Angleterre de l'époque par deux aspects : la publication officielle des procédures du greffier, Thomas Potts, dans son livre The Wonderfull Discoverie of Witches in the Countie of Lancaster, et le nombre de sorcières pendues en même temps (dix à Lancaster et une à York). Il a été estimé que durant tous les procès envers les sorcières en Angleterre entre le début du XVe siècle et le début du XVIIIe siècle, moins de 500 sorcières furent exécutées : les procès des sorcières de Pendle comptent donc pour 2 % du total.
Quatre des sorcières de Pendle venaient d'une même famille : Elizabeth Southerns (« Demdike »), sa fille Elizabeth Device et ses petits-enfants James et Alizon Device. Deux autres faisaient aussi partie d'une deuxième famille : Anne Whittle (Chattox) et sa fille Anne Redferne. Les autres accusés étaient Jane Bulcock et son fils John Bulcock, ainsi qu'Alice Nutter, Katherine Hewitt, Alice Gray et Jennet Preston. La pratique exacerbée de la sorcellerie à Pendle et aux environs montre une tendance qu'avaient les gens à pouvoir gagner leur vie en se faisant passer pour des sorciers. La plupart des accusations étaient faites d'une famille envers l'autre, probablement parce qu'elles étaient rivales, chacune essayant de vivre de la guérison, de la mendicité et de l'escroquerie.

## Contexte religieux et politique

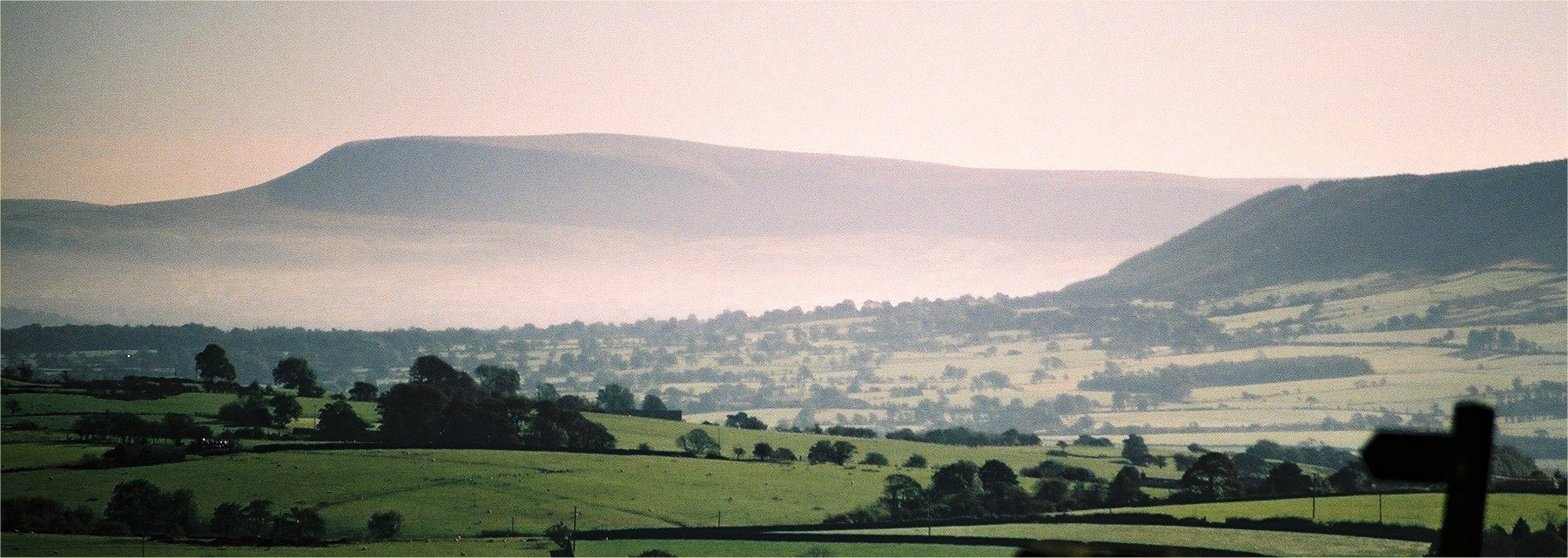
Pendle Hill vue depuis le nord-ouest. Sur la droite, la partie est du sommet Longridge, séparé de Pendle Hill par la vallée Ribble.

Les sorcières vivaient dans la région de Pendle Hill dans le Lancashire, un comté considéré par les autorités à la fin du XVIe siècle comme une zone sauvage et sans loi, une région « renommée pour ses vols, sa violence et sa sexualité laxiste, où l'Église était honorée sans que le peuple ne comprenne quoi que ce soit de ses doctrines ». L'abbaye cistercienne voisine de Whalley avait été dissoute par Henri VIII en 1537. Les habitants s'étaient farouchement opposés à cette action, l'abbaye ayant exercé une influence puissante sur leurs vies. Malgré la fermeture, l'exécution de l'abbé et la conversion forcée au protestantisme, les habitants de Pendle gardèrent leurs croyances catholiques romaines jusqu'à l'accession au trône de Marie Ire en 1553, date à laquelle ils se reconvertirent ouvertement au catholicisme. À l'arrivée au pouvoir d'Élisabeth Ire, les prêtres catholiques durent à nouveau se cacher, sauf dans les régions reculées comme celle de Pendle où ils continuèrent à célébrer la messe en secret.
À la mort d'Élisabeth en 1603, Jacques Ier prit sa place. Fortement influencé par la séparation écossaise de l'Église catholique pendant la Réforme, il s'intéressait beaucoup à la théologie protestante, en particulier la question de la sorcellerie. Au début des années 1590, il était convaincu que les sorcières écossaises complotaient contre lui. Après une visite au Danemark, il assista en 1590 au procès des sorcières de North Berwick, accusées d'avoir utilisé la sorcellerie pour envoyer une tempête sur le navire ramenant Jacques et sa femme Anne en Écosse. En 1597, il écrivit Daemonologie, incitant ses partisans à dénoncer et poursuivre les adeptes et les pratiquants de la sorcellerie. Jacques accéda au trône d'Angleterre en 1603, et, un an plus tard, une loi fut adoptée qui condamnait à mort toute personne ayant fait subir un préjudice au moyen de magie, ou qui exhumait un corps pour des raisons liées à la magie. Jacques était cependant sceptique concernant les preuves apportées lors des procès de sorcières, allant jusqu'à annoncer personnellement son désaccord avec les témoignages de certaines accusations.
Au début de 1612, l'année des procès, il fut ordonné à chaque juge de paix du Lancashire de dresser la liste des récusants habitant dans leur juridiction, ceux qui refusaient l'Église d'Angleterre et la communion, un crime à l'époque. Le juge de Pendle, Roger Nowell, était opposé à ce principe de chasser les contestataires religieux. En mars 1612, Nowell enquêta sur une plainte déposée par la famille de John Law, un colporteur qui assurait avoir été blessé par la sorcellerie. La plupart des personnes impliquées dans l'enquête se considéraient elles-mêmes comme des sorciers, dans le sens où ils soignaient les habitants par la magie, probablement contre rémunération ; une pratique répandue dans l'Angleterre rurale du XVIe siècle et faisant partie de la vie du village.
Il fut peut-être difficile pour les juges chargés des auditions pour ces affaires — Sir James Altham et Sir Edward Bromley — de comprendre l'attitude du roi Jacques face à la sorcellerie. Ce dernier était à la tête du pouvoir judiciaire, et Bromley espérait être promu à une instance plus proche de Londres. Altham approchait de la retraite, mais avait été accusé peu avant d'incompétence en justice aux assizes de York, où il avait condamné à la pendaison une femme pour sorcellerie. Les juges étaient indécis quant au meilleur moyen de gagner les faveurs du roi : encourager le dépôt des charges ou « mettre à l'essai les témoins avec scepticisme ».

## Évènements à l'origine des procès

Famille d'Elizabeth Southern.

Famille d'Anne Whittle.

Demdike, une accusée, était considérée depuis une cinquantaine d'années comme une sorcière dans la région, et quelques-uns des meurtres dont elle était accusée avaient eu lieu plusieurs années avant que Nowell ne s'intéresse à l'affaire en 1612. L'élément déclencheur de l'enquête, menant aux procès, se produisit le 21 mars 1612.
Sur la route vers la forêt de Trawden, Alizon Device rencontra John Law, un colporteur d'Halifax, et lui demanda quelques aiguilles. Elle prétendit avoir voulu les lui payer, et que Law refusa de déballer ses affaires pour une si petite transaction ; Abraham, le fils de Law, prétendit, lui, qu'elle n'avait pas d'argent et qu'elle mendiait. Le fait est que quelques minutes plus tard, Law eut une attaque, et tint Alizon pour responsable de son état. Elle semblait convaincue de ses propres pouvoirs : quand Abraham Law l'emmena rendre visite à son père quelques jours après l'incident, elle se serait confessée et aurait demandé son pardon.
Alizon Device, sa mère Elisabeth, et son frère James furent appelés à la barre par Nowell le 30 mars 1612. Alizon confessa avoir vendu son âme au Diable, et lui avoir demandé d'attaquer John Law qui l'aurait traitée de voleuse. Son frère, James, déclara que sa sœur lui avait avoué avoir ensorcelé un enfant des environs. Elizabeth était plus réticente, et admit seulement que sa mère, Demdike, avait une marque sur le corps, ce que beaucoup, dont Nowell, avaient considéré comme une marque du Diable laissée après qu'il lui avait sucé le sang. Quand on lui parla d'Anne Whittle (Chattox), la matriarche de l'autre famille impliquée dans la sorcellerie autour de Pendle, Alizon vit une occasion de vengeance. Il y avait probablement de l'inimitié entre les deux familles, depuis 1601, quand un membre de la famille de Chattox s'était introduit dans la Tour Malkin, la demeure des Device, et avait volé des biens d'une valeur de 1 £, l'équivalent d'environ 100 £ en 2010. Alizon accusa les Chattox d'avoir tué quatre hommes par la sorcellerie, ainsi que son père, John Device, décédé en 1601. Elle déclara que celui-ci avait été si effrayé par la « Vieille Chattox » qu'il avait accepté de lui donner 3,6 kg d'avoine chaque année en échange de sa promesse de ne pas attaquer sa famille. L'avoine fut donné chaque année jusqu'à l'année précédant la mort de John : sur son lit de mort, John affirma que sa maladie était causée par Chattox parce qu'il n'avait pas payé pour sa protection.
Le 2 avril 1612, Demdike, Chattox et la fille de Chattox, Anne Redferne, furent appelées à comparaître. Les deux octogénaires étaient aveugles et firent toutes les deux des déclarations défavorables. Demdike déclara avoir vendu son âme au Diable 20 ans auparavant ; Chattox avait vendu la sienne « à une Chose semblable à un homme chrétien », en échange de la promesse qu'« elle ne manquerait de rien et qu'elle pourrait se venger de qui elle voulait ». Bien qu'Anne Redferne ne fit aucune déclaration, Demdike dit qu'elle l'avait vue façonner des figurines en argile. Margaret Crooke, un autre témoin entendu par Nowell ce jour-là, affirma que son frère avait eu un différend avec Redferne. Il tomba malade peu après, et accusa Redferne plusieurs fois avant de mourir. Sur la base des preuves et des aveux obtenus, Nowell condamna Demdike, Chattox, Anne Redferne et Alizon Device à être emprisonnées à la geôle de Lancaster, en attendant un procès pour maleficium — agression par sorcellerie — aux prochaines assises.
L'emprisonnement et le procès des quatre femmes auraient pu signer à la fin de l'affaire, si Elizabeth Device n'avait pas organisé une réunion à la Tour Malkin, la résidence des Demdike, le 6 avril 1612, un Vendredi saint. Afin de nourrir les convives, James Device vola un mouton à des voisins. Les amis de la famille étaient présents, et quand Roger Nowell eut vent de cette réunion, il décida d'investiguer. Le 27 avril 1612, une enquête fut menée par Nowell et un autre magistrat, Nicholas Bannister, pour déterminer le but de la réunion à la Tour Malkin, qui y avait participé, et ce qui s'y était produit. En conséquence de quoi, huit personnes supplémentaires furent accusées de sorcellerie et emprisonnées pour le procès : Elizabeth Device, James Device, Alice Nutter, Katherine Hewitt, John Bulcock, Jane Bulcock, Alice Gray et Jennet Preston. Preston habitait de l'autre côté de la frontière avec le Yorkshire, et fut donc envoyée à un procès aux assizes de York ; les autres furent envoyées à la geôle de Lancaster, rejoindre les quatre déjà enfermées. La Tour Malkin aurait été située près du village de Newchurch in Pendle, et aurait été démolie peu après les procès.

## Procès
Les sorcières de Pendle furent jugées parmi un groupe qui incluait aussi les sorcières de Samlesbury accusées d'infanticide et de cannibalisme, ainsi que Margaret Pearson, surnommée la sorcière de Padiham, dont c'était le troisième procès pour sorcellerie, cette fois-ci pour avoir tué un cheval, et Isobel Robey du Merseyside, accusée d'avoir utilisé la sorcellerie pour causer la maladie.
Quelques-uns des accusés de Pendle, comme Alizon Device, étaient persuadés de leur culpabilité. Les autres clamèrent leur innocence jusqu'au bout. Jennet Preston fut la première à être jugée, aux assizes de York le 27 juillet 1612, et fut déclarée coupable et pendue dans la foulée. Neuf autres (Alizon Device, Elizabeth Device, James Device, Anne Whittle, Anne Redferne, Alice Nutter, Katherine Hewitt, John Bulcock et Jane Bulcock) furent jugés coupables et pendus à Gallows Hill, à Lancaster le 20 août 1612. Elizabeth Southerns mourut pendant l'attente de son procès. Une seule des accusés, Alice Grey, fut innocentée.

### Assizesde York,27 juillet 1612
Jennet Preston vivait à Gisburn, dans le Yorkshire, et fut donc envoyée aux assizes de York. Ses juges étaient Sir James Altham et Sir Edward Bromley. Preston était accusée d'avoir assassiné Thomas Lister par la sorcellerie, ce dont elle se déclara non coupable. Elle avait déjà été entendue par Bromley l'année précédente pour infanticide par sorcellerie, mais avait été innocentée. La preuve la plus accablante était que quand elle avait été emmenée voir le corps de Lister, le cadavre « se mit à saigner du sang frais, à la vue de tous ceux présents » après qu'elle l'eut touché. D'après une déclaration de James Device faite à Nowell le 27 avril, Jennet avait participé à la réunion de la Tour Malkin pour requérir de l'aide concernant le meurtre de Lister. Elle fut déclarée coupable et pendue.

### Assizesde Lancaster,18et19 août 1612

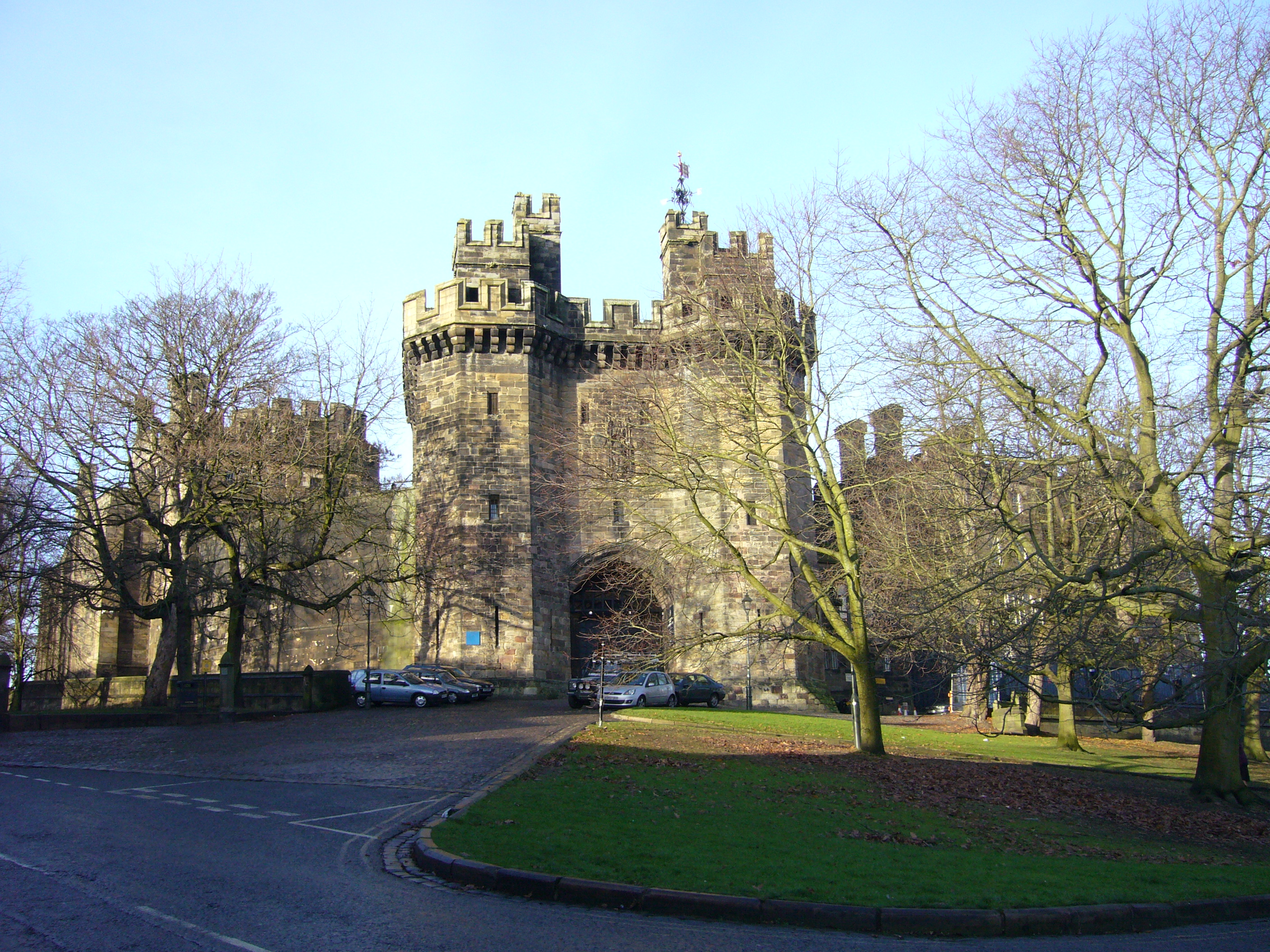
Le château de Lancaster, lieu des assizes de Lancaster.

Tous les autres accusés furent aussi jugés par Altham et Bromley. Le procureur était le magistrat local Roger Nowell, qui était responsable de la collecte des diverses déclarations et aveux des accusés. Jennet Device, âgée de neuf ans, était un témoin clé pour le procureur, ce qui était interdit dans la plupart des procès du XVIIe siècle. Cependant, le roi Jacques avait écrit dans Daemonologie que les procès pour sorcellerie faisaient exception. En plus d'identifier les personnes présentes à la réunion de la Tour Malkin, Jennet fit une déposition contre sa mère, son frère et sa sœur.

#### 18 août
Anne Whittle (Chattox) fut accusée du meurtre de Robert Nutter. Elle plaida non coupable, mais les aveux qu'elle avait fait à Roger Nowell furent lus à la cour, et James Robinson, qui avait vécu avec la famille Chattox 20 ans plus tôt, témoigna contre elle. Il déclara se rappeler que Nutter avait accusé Chattox d'avoir rendu sa bière aigre, et qu'elle était généralement considérée comme une sorcière. Chattox craqua et avoua sa culpabilité, implorant le pardon de Dieu et la pitié des juges pour sa fille, Anne Redferne.
Elizabeth Device fut accusée des meurtres de James Robinson, John Robinson et, avec la complicité d'Alice Nutter et de Demdike, du meurtre d'Henry Mitton. Potts nota que « cette odieuse sorcière » souffrait d'une déformation du visage du fait de son œil gauche plus bas que le droit. Le témoin à charge principal était sa fille, Jennet. Quand on lui demanda de se lever et de détailler les accusations contre sa mère, Elizabeth commença à crier et à maudire sa fille, obligeant les juges à la faire sortir de la salle d'audience avant que l'audition soit terminée. Jennet monta sur une table et déclara qu'elle pensait que sa mère était une sorcière depuis trois ou quatre ans. Elle dit aussi que sa mère avait un familier nommé Ball, qui apparaissait sous la forme d'un chien marron. Jennet déclara avoir assisté à des conversations entre Ball et sa mère, dans laquelle elle demandait à Ball de l'aider pour divers meurtres. James Device témoigna aussi contre sa mère, déclarant qu'il l'avait vu sculpter une figurine en argile représentant une des victimes, John Robinson. Elizabeth Device fut déclarée coupable.
James Device plaida non coupable des meurtres d'Anne Townley et John Duckworth. Mais comme Chattox, il avait fait des aveux à Nowell. De plus, Jennet témoigna contre lui en disant qu'elle l'avait vue demander à un chien noir qu'il avait invoqué de l'aider à tuer Townley, ce qui fut suffisant pour convaincre le jury de sa culpabilité,.

#### 19 août
Le procès des trois sorcières de Samlesbury fut entendu avant qu'Anne Redferne ne comparaisse, tard dans l'après-midi, pour le meurtre de Robert Nutter. Les preuves contre elle furent considérées insuffisantes, et elle fut acquittée.
Anne Redferne ne fut pas aussi chanceuse le lendemain, quand elle fut entendue lors de son second procès, pour le meurtre du père de Robert Nutter, Christopher. La déclaration de Demdike à Nowell, qui accusait Anne d'avoir modelé des figurines en argile de la famille Nutter, fut lue à la cour. Les témoins appelés à la barre affirmèrent qu'Anne était une sorcière « plus dangereuse que sa mère ». Cependant, elle refusa d'admettre sa culpabilité, et ne fit aucune déclaration contre les autres accusés. Anne Redferne fut déclarée coupable.
Jane Bulcock et son fils John Bulcock, tous les deux de Newchurch in Pendle, furent accusés et reconnus coupables du meurtre par sorcellerie de Jennet Deane. Tous deux nièrent avoir participé à la réunion à la Tour Malkin, mais Jennet Device déclara que Jane y était, et que John était celui qui faisait tourner la broche pour cuire le mouton volé.
Alice Nutter, la veuve d'un yeoman, semblait différente des autres accusés par son apparente richesse. Elle ne fit aucune déclaration ni avant, ni pendant le procès, sauf pour soutenir son innocence dans l'affaire du meurtre de Henry Mitton. Le procureur pensait qu'elle avait causé, avec Demdike et Elizabeth Device, la mort de Mitton après que ce dernier eut refusé de donner un penny à Demdike qui mendiait. Les seuls faits contre elle étaient que James Device avait rapporté que Demdike lui avait parlé du meurtre, et que Jennet Device reconnut qu'elle avait participé à la réunion de la Tour Malkin. Alice est peut-être passée à la réunion en allant à une messe catholique secrète (et illégale) pour le Vendredi saint : elle refusa de parler de peur de dénoncer les catholiques. Plusieurs Nutter étaient catholiques, et deux avaient été exécutés en tant que prêtres jésuites, l'un en 1584 et l'autre en 1600. Alice Nutter fut déclarée coupable.
Katherine Hewitt (« Mould-Heeles ») fut déclarée coupable du meurtre d'Anne Foulds. Elle était la femme d'un tisserand de Colne, et était présente à la réunion à la Tour Malkin avec Alice Grey. D'après la déclaration de James Device, Hewitt et Grey avaient dit à cette réunion qu'elles avaient tué un enfant de Colne, Anne Foulds. Jennet Device l'identifia aussi comme faisant partie des invités. Alice Grey fut innocentée. Potts, le greffier, ne laissa pas d'information sur son procès ; il l'inscrivit seulement dans la liste des sorcières de Samlesbury, dont elle ne faisait pas partie, ainsi que dans la liste des innocentés.
Alizon Device, dont la rencontre avec John Law avait déclenché les évènements menant aux procès, fut inculpée de blessure par sorcellerie. Elle fut la seule parmi les accusés à être confrontée à sa victime supposée, John Law. Elle sembla sincèrement croire à sa culpabilité : quand Law entra dans la cour, elle tomba à genoux en pleurs et reconnut les faits. Elle fut déclarée coupable.

## The Wonderfull Discoverie of Witches in the Countie of Lancaster

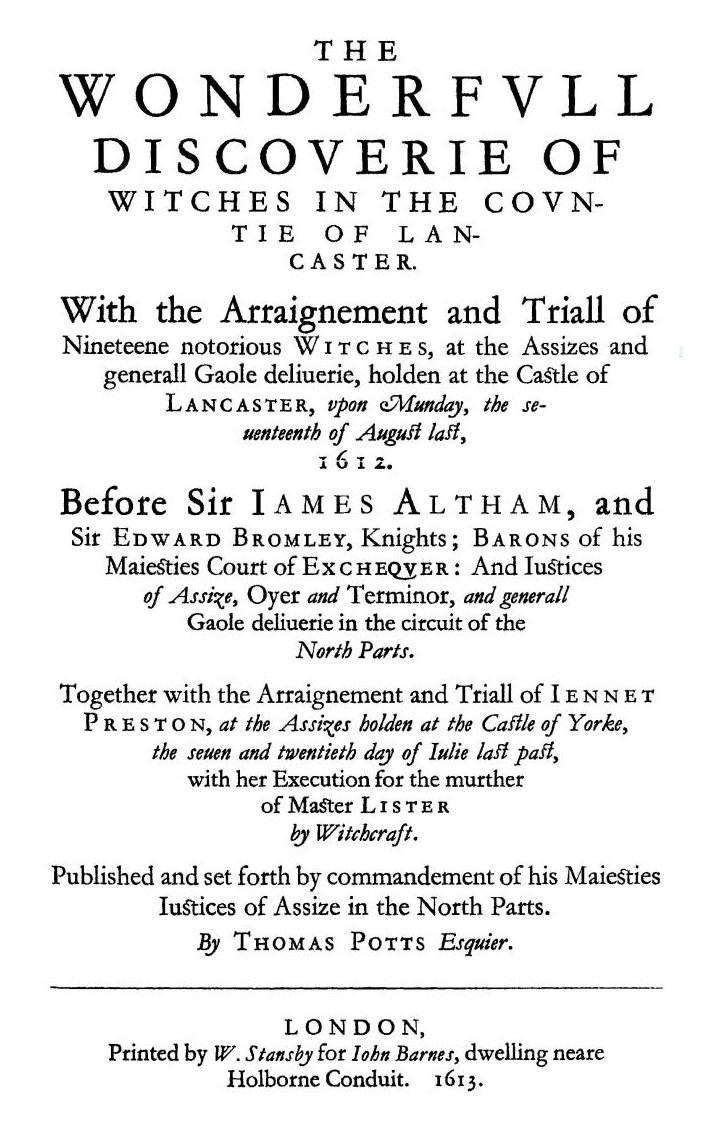
Page titre de l'édition originale publiée en 1613.

La plupart des informations à propos de ces procès viennent d'un rapport des procédures écrit par Thomas Potts, le greffier aux assizes. Potts écrivit son rapport avec les juges, puis compléta son travail le 16 novembre 1612, quand il le soumit à révision. Bromley relut le manuscrit et le corrigea avant sa publication en 1613, affirmant qu'il « rapportait la vérité » et « était conforme et valable pour publication ».
Malgré l'apparente reproduction des discussions, The Wonderfull Discoverie n'est pas un rapport de ce qui s'est réellement dit au tribunal, mais plutôt de ce qui s'y est passé. Néanmoins, Potts « semble donner un récit fiable, bien que non exhaustif, du procès en assizes de sorcellerie, tant que le lecteur est conscient qu'il s'agit d'un support écrit plutôt qu'une transcription fidèle des déclarations orales ».
Les procès eurent lieu moins de sept ans après la conspiration des Poudres visant à faire exploser les Chambres du Parlement pour tuer le roi Jacques et l'aristocratie protestante. Les sorcières de Pendle furent accusées d'avoir fomenté leur propre conspiration des Poudres pour faire exploser le château de Lancaster, bien que l'historien Stephen Pumfrey ait suggéré que ce « plan absurde » fut inventé par les magistrats et confirmé par James Device dans sa déposition. Ce fait permet de comprendre pourquoi Potts dédia The Wonderfull Discoverie à Thomas Knyvet, responsable sept ans plus tôt de l'arrestation de Guy Fawkes, et donc sauveur du roi.

## Analyse moderne
Il est estimé qu'au cours de tous les procès de sorcières entre le début du XVe siècle et le début du XVIIIe siècle, moins de 500 exécutions ont eu lieu ; la série de procès de 1612 compte donc pour plus de 2 % du total. Les registres du tribunal montrent que le Lancastre comptait un nombre inhabituel de procès par rapport au nord de l'Angleterre. Le comté voisin du Cheshire, par exemple, souffrit aussi de problèmes économiques et d'activisme religieux, et compta à elle seule 47 inculpations pour sorcellerie entre 1589 et 1675, dont 11 accusés furent reconnus coupables.
Pendle faisait partie de la paroisse de Whalley, une zone de 470 km2, trop étendue pour prêcher et apprendre les doctrines de l'Église d'Angleterre : la survie du catholicisme et l'accroissement de la sorcellerie dans le Lancashire ont été attribués à la structure paroissiale trop étirée. Jusqu'à la dissolution, les besoins spirituels des habitants de Pendle et des districts alentour étaient comblés par l'abbaye proche de Whalley, mais sa fermeture en 1537 laissa un vide.
La plupart des accusations faites lors des procès de Pendle étaient faites entre les deux familles. L'historien John Swain dit que l'explosion de la sorcellerie aux alentours de Pendle montre l'idée que se faisaient les habitants de la possibilité de vivre en se faisant passer pour une sorcière, ou en accusant les autres de l'être. Bien que la plupart des livres sur la sorcellerie exposent implicitement que les accusés étaient des victimes, souffrant souvent d'anomalies physiques ou mentales, la sorcellerie fut pour certains au moins un moyen de commercer comme un autre, quoique nettement plus risqué.

## Conséquences et héritage
Altham continua sa carrière jusqu'à sa mort en 1617, et Bromley réussit à se faire transférer dans les Midlands en 1616. Potts devint responsable du chenil du roi Jacques, le Skalme Park, en 1615. En 1618, il reçut la responsabilité « de la collecte des pénalités relatives aux égouts, pendant 21 ans ». Ayant joué un rôle dans la mort de sa mère, son frère et sa sœur, Jennet Device a peut-être été accusée elle aussi de sorcellerie. Une femme portant ce nom fut listée dans un groupe de 20 personnes jugées aux assizes de Lancastre le 24 mars 1634, mais il n'est pas certain qu'il s'agisse de la même Jennet Device. Elle était accusée d'avoir tué Isabel Nutter, la femme de William Nutter. Le principal témoin dans cette affaire était un garçon de dix ans, Edmund Robinson. Tous sauf un furent déclarés coupables, mais les juges n'ordonnèrent pas la peine de mort, préférant se référer au roi, Charles Ier. Après une contre-enquête à Londres, Robinson admit avoir inventé les faits, mais malgré l'acquittement de quatre des accusés, les autres demeurèrent en prison, où ils sont probablement morts. Un rapport officiel du 22 août 1636 compte Jennet Device parmi les incarcérés.
Ces derniers procès furent le sujet d'une pièce de théâtre contemporaine écrite par Thomas Heywood et Richard Brome, The Late Lancashire Witches. Une pièce plus récente, Cold Light Singing, est jouée au Royaume-Uni depuis 2004. L'écrivain et poète Blake Morrison traita le sujet, quoique dans un contexte plus moderne, dans sa série de poèmes Pendle Witches, publié en 1996.

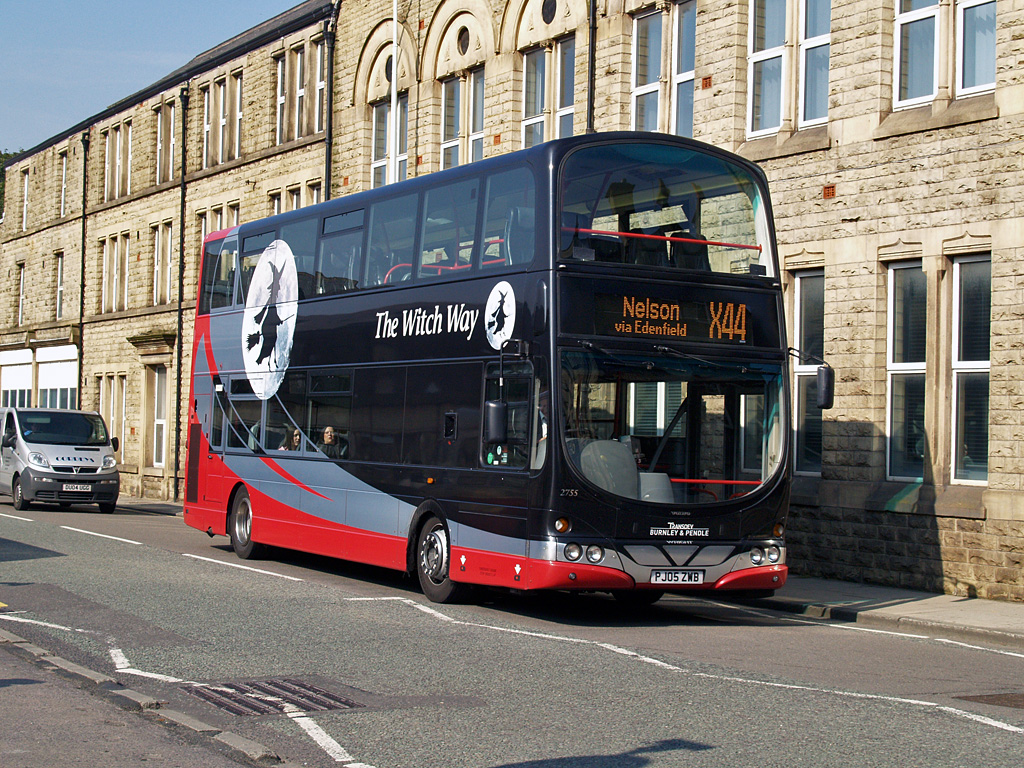
Un des bus « The Witch Way ».

William Harrison Ainsworth, un romancier victorien, considéré à son époque comme l'égal de Charles Dickens, écrivit un compte-rendu romancé des procès en 1849. The Lancashire Witches est le seul de ses 40 romans à avoir toujours été publié. Pendle Hill, qui surplombe la région, continue d'être associé à la sorcellerie, et héberge un rassemblement à son sommet à chaque Halloween. En 2004, la série télévisée Most Haunted produisit un épisode spécial Halloween sur les sorcières de Pendle et ses environs hantés. L'écrivain britannique Robert Neill mit en scène les évènements dans son roman Mist over Pendle en 1951.
Au début du XXIe siècle, les sorcières sont devenues une source d'inspiration pour le tourisme de Pendle et l'industrie du souvenir, avec des magasins vendant divers objets liés aux sorcières. La brasserie Moorhouse's produit une bière appelée Pendle Witches Brew, et il existe un chemin de randonnée long de 72 km appelé le « Sentier des sorcières de Pendle », qui va du centre du souvenir des sorcières de Pendle jusqu'au château de Lancaster. L'itinéraire d'autocar X43/X44, exploité par Burnley & Pendle a été renommé The Witch Way.
Une pétition fut présentée au ministre de l'Intérieur Jack Straw en 1998 pour innocenter les sorcières, mais il fut décidé que les jugements resteraient intacts. Dix ans plus tard, en 2008, une seconde pétition fut organisée. Elle faisait suite à l'acquittement par le gouvernement suisse d'Anna Göldin, décapitée en 1782, et considérée comme la dernière personne à avoir été exécutée pour sorcellerie.
En 2019, Stacey Halls, une autrice originaire du Lancashire a publié un premier roman à succès, The Familiars (publié en français en 2020 sous le titre Les sorcières de Pendle), librement inspiré de l'affaire. L'autrice Emilia Hart s'en inspire également pour son roman La Maison aux sortilèges (Weyward), paru en 2020.